# 冬の口笛
「冬の口笛」（ふゆのくちぶえ）は、スキマスイッチが2004年11月24日に発売した通算4枚目のシングル。初回生産限定盤・通常盤の2種同時発売で、初回盤にはDVDが付属されている。

## 収録曲
全作詞・作曲：スキマスイッチ
1. 冬の口笛 [5:27]
  - 常田がAORやソフトロック調の曲を好んでいた影響で出来上がった楽曲[1]。
  - 大橋は後のインタビューで、曲自体が地味であると感じていること、デモが非常に短時間で出来上がったためシングルにすることに抵抗感があったことを明かしている[1]。
  - スキマスイッチの楽曲に季節感のある曲が少ないこともあり、冬のライブの定番曲となっている[1]。
2. 弦楽四重奏のための『ドーシタトースター』 [5:09]
  - 1stアルバム『夏雲ノイズ』収録曲「ドーシタトースター」を弦楽器でアレンジしたもの。
3. 追伸 (instrumental) [2:57]
  - 「“夏雲ノタビ” 〜日本公演〜」での観客の退場時のBGMとして作られたもの。
4. 冬の口笛 (backing track) [5:25]

## 初回特典DVD
- ファーストツアー「夏雲ノタビ〜日本公演〜」最終日2004.10.19at LIQUIDROOM ebisu

1. 「冬の口笛(Live Version)」
2. 「キレイだ(Live Version)」

## 7inchアナログ盤
- 2004年にリリースした4thシングル「冬の口笛」のアナログ盤。
- 自身が立ち上げたアナログ専門レーベル「KU-KAN RECORDS」からの第一弾リリース作品[2]。
- 完全限定盤。
- 33回転仕様。
- 「view/小さな手」、「全力少年/さみしくとも明日を待つ」、「青春/東京」との同時リリース。
- 2020年2月～9月にリリースされた全25タイトルの「特典引換券」を集めて送ることで7インチ収納BOXがプレゼントされる。

### 収録曲
全作詞・作曲：スキマスイッチ

#### SIDE A
1. 冬の口笛

#### SIDE B
1. 弦楽四重奏のための『ドーシタトースター』

## ライブ映像作品
| 曲名               | 発売年 | 作品名                                                                           |
| ------------------ | ------ | -------------------------------------------------------------------------------- |
| 冬の口笛           | 2004年 | 冬の口笛                                                                         |
| 冬の口笛           | 2008年 | スキマスイッチ ARENA TOUR'07 "W-ARENA"THE MOVIE                                  |
| 冬の口笛           | 2014年 | スキマスイッチ 10th Anniversary “Symphonic Sound of SukimaSwitch” THE MOVIE      |
| 冬の口笛           | 2019年 | SUKIMASWITCH 15th Anniversary Special at YOKOHAMA ARENA 〜Reversible〜 THE MOVIE |
| 冬の口笛           | 2020年 | スキマスイッチ TOUR 2019-2020 POPMAN'S CARNIVAL vol.2                            |
| 冬の口笛           | 2021年 | スキマスイッチ2021ライブ&ドキュメンタリーfor DELUXE                              |
| 冬の口笛           | 2022年 | スキマスイッチ 2004ファーストツアー “夏雲ノタビ” 〜日本公演〜 THE MOVIE          |
| 冬の口笛           | 2022年 | スキマスイッチ TOUR '06 “空創トリップ” THE MOVIE                                 |
| ドーシタトースター | -      | →「 ドーシタトースター#ライブ映像作品 」を参照                                   |
| 追伸               | -      | -                                                                                |

## 収録アルバム
| 曲名               | 発売年 | 作品名                                                            | 分類       |
| ------------------ | ------ | ----------------------------------------------------------------- | ---------- |
| 冬の口笛           | 2005年 | 空創クリップ                                                      | オリジナル |
| 冬の口笛           | 2007年 | グレイテスト・ヒッツ                                              | ベスト     |
| 冬の口笛           | 2013年 | POPMAN'S WORLD〜All Time Best 2003-2013〜                         | ベスト     |
| 冬の口笛           | 2013年 | スキマスイッチ TOUR 2012-2013“DOUBLES ALL JAPAN”                  | ライブ     |
| 冬の口笛           | 2014年 | スキマスイッチ 10th Anniversary “Symphonic Sound of SukimaSwitch” | ライブ     |
| 冬の口笛           | 2017年 | re:Action                                                         | コンセプト |
| ドーシタトースター | -      | →「 ドーシタトースター#収録アルバム 」を参照                      | -          |
| 追伸               | 2016年 | POPMAN'S ANOTHER WORLD                                            | ベスト     |

## カバー
冬の口笛
- 2008年12月10日、美吉田月がカバーアルバム『LOVE GIFT〜pure flavor extra〜』でカバー。